# Diplostigma
Diplostigma là chi thực vật có hoa trong họ Apocynaceae.